# Erich Ehrlinger
Erich Ehrlinger, né le 14 octobre 1910 à Giengen an der Brenz et mort le 31 juillet 2004 à Karlsruhe, est un juriste et un officier SS allemand. Il commanda le Sonderkommando 1b au sein de l'Einsatzgruppe A en 1941.

## Biographie
Après des études secondaires à Heidenheim, il étudie le droit aux Universités de Tübingen, Kiel et Berlin. Il entre en 1931 dans la Sturmabteilung, monte en grade et dirige une école de sport SA au château de Rieneck puis devient un chef-instructeur dans la SA-Ausbildungswesen. En mai 1935 il intègre le SD puis obtient un poste au bureau central à Berlin (SD-hauptamt).
En septembre 1939 il est à l'état-major de l'Einsatzgruppe IV lors de l'invasion de la Pologne puis intègre les unités mobiles des Einstzgruppen qui opèrent en Tchécoslovaquie, en Autriche, dans les Sudètes et en Pologne. Il est chef du SD dans le district de Varsovie. En aout 1940 il contribue à mettre sur pied les unités waffen-SS en Norvège. En juin 1941 il reçoit le commandement du Sonderkommando 1b  sous le commandement supérieur de Franz Walter Stahlecker. Son unité rattachée au groupe armée Nord opère dans les États baltes et dans le secteur de Léningrad. Il est responsable de massacres de Juifs notamment dans les ghettos de Kovno, Dünaburg et Rositten.
En décembre 1941 il est promu Kommandeur der Sicherheitspolize und des SD (KDS) pour l'Ukraine. Il met en place une procédure d'exécution par tir de pistolet à bout portant dans la nuque et participe lui-même physiquement aux exécutions en achevant les Juifs. Son adjoint Reinhold Brünnert chef de la Gestapo de Kiev témoigne: « trouvant que l'exécution n'allait pas assez rapidement, il fulminait. Soudain il se dressa au bord de la fosse avec le pistolet qu'il portait et abattit les détenus arrivant à la fosse ». En septembre 1943 élevé au grade de SS-Standartenführer il part à Minsk pour être l'agent de liaison entre le chef du SD Ernst Kaltenbrunner et le quartier général des troupes de sécurité du Groupe armée Centre. Il est nommé ensuite Befehlshaber der Sicherheitspolizei und der SD (BDS) pour la Biélorussie. Il organise le massacre des derniers Juifs de Minsk.
En avril 1944 il revient à Berlin et est nommé 1944 chef de l'AMT 1 (direction du personnel) du RSHA en remplacement de Bruno Streckenbach. Il se préoccupe d'organiser dans les meilleures conditions possibles la retraite de toutes les unités de police stationnées sur le territoire soviétique. En novembre 1944 il est nommé délégué de Kaltenbrunner auprès de Heinrich Himmler. En avril-mai 1945 il part pour Flensbourg mais n'obtient aucun poste dans le Gouvernement Dönitz.
Il prend un nom d'emprunt et se cache dans le Schleswig-Holstein. Il se livre aux Anglais, reste quelques semaines en captivité puis est libéré. Il travaille dans une ferme dans le Schleswig puis sur un aéroport américain à Karlsruhe. Il s’installe à Constance où il travaille dans un casino. Dans les années 1950 il travaille dans une concession automobile. En 1951 séparé de sa femme Anna, il reprend son vrai nom. En 1952 Anna Ehrlinger le dénonce à la police convaincue qu'il voulait émigrer pour ne plus avoir à s'acquitter de la pension alimentaire.
Il est arrêté en 1958 puis est condamné en 1960 par la Cour d'état de Karlsruhe à 12 ans de prison. Le procès est renvoyé en appel devant une cour de première instance. En raison de graves problèmes de santé les poursuites judiciaires sont abandonnées en 1969, quatre ans après sa sortie de prison. Il meurt en 2004.